# Jean Stalaven (entreprise)
Pour les articles homonymes, voir Jean Stalaven.
Jean Stalaven est une entreprise fondée par Jean Stalaven en 1945.
Le siège de l'entreprise est à Yffiniac, près de Saint-Brieuc dans les Côtes-d'Armor.
Il s'agit d'un des leaders breton de l'industrie agroalimentaire sur les marchés de la charcuterie et sur les marchés des produits traiteurs. La moitié de son activité s'opére auprès du commerce indépendant. Elle emploie 1 500 personnes et son chiffre d'affaires consolidé s'élève à 218 millions d'euros au 31 mars 2009.

## Histoire
Jusqu'en 2011, le groupe est présidé par Thierry Meuriot, petit-fils de Jean Stalaven le fondateur. La Direction générale est assurée par Franck Meuriot son autre petit-fils. Euralis est actionnaire principal du traiteur industriel.
Depuis 2010, les résultats de Jean Stalaven sont entièrement consolidés par Euralis.
En 2011, Euralis regroupe ses activités alimentaires et crée un nouveau pôle réunissant les activités foie gras et traiteur. Giampaolo Schiratti est nommé dirigeant de ce nouveau pôle. En janvier 2012, Euralis est actionnaire à 96 % de l'entreprise.

## Partenariats

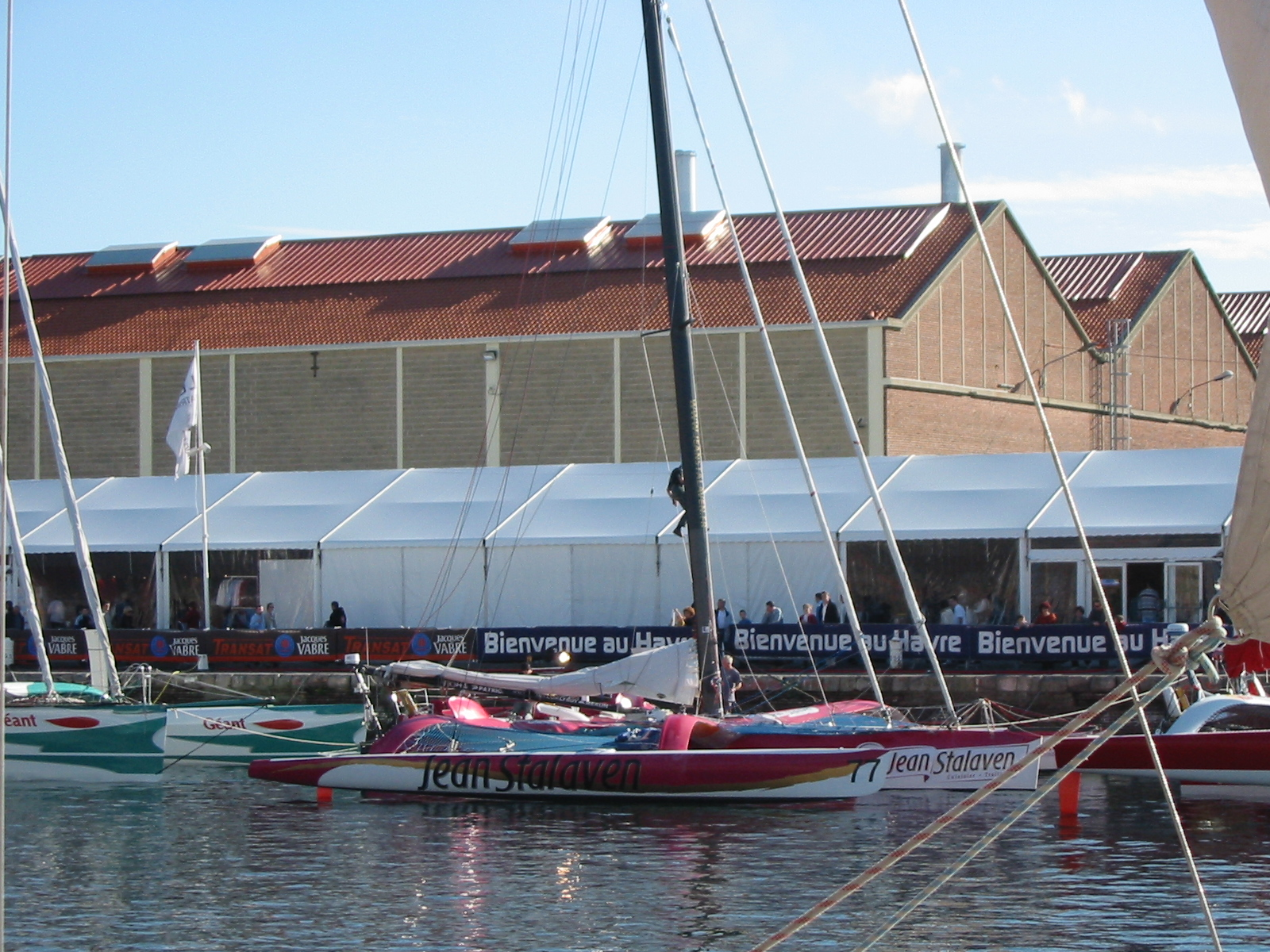
Le Jean Stalaven au Havre en 2005

En 1986, l'entreprise donne son nom à un multicoque skippé par Dominique Marsaudon pour participer à la Route du Rhum.
En 2002, Jean Stalaven donne son nom au trimaran de Pascal Quintin qui a participé à la Route du Rhum et à la Transat Jacques Vabre.
De 2007 à 2012, l'entreprise était le sponsor principal de l'équipe de football professionnelle d'En Avant de Guingamp.